# Kanon (fiktion)
 For alternative betydninger, se Kanon. (Se også artikler, som begynder med Kanon)
Begrebet kanon betegner et værk der inden for sit fiktive univers er accepteret som "officielt." Meget fanfiktion er ikke kanon, mens størstedelen og oftest alt, hvad en original forfatter eller skaber laver, er kanon.
Nogle fiktive universer er meget store og kan involvere mange forskellige forfattere og andre involverede. Det kan derfor af og til være praktisk for både skabere og publikum at fastslå hvad, der er sket og ikke sket i et givent fiktivt univers for at undgå modstridelser. For eksempel kunne en forfatter tænkes at have slået en af de fiktive personer ihjel, mens en senere forfatter lader selvsamme fiktive person være lyslevende. Her er spørgsmålet så hvem, der har ret. Har den senere forfatter overset personens død, foregår historien før den første forfatters historie, eller har personen på en eller anden måde overlevet? Sådanne modstridelser søges der ved kanon at rydde op i og eventuelt fastslå det ene eller andet værk som værende ukanonisk, også selv det måske var, da det blev lavet.

## Oprindelse
Begrebet kanon stammer oprindelig fra Bibelen, hvor de skrifter, der blev udvalgt til denne, omtales som kanon. Indenfor fiktionen dukkede det op i forbindelse med Sherlock Holmes, hvor andre end originalforfatteren Arthur Conan Doyle bryggede videre på historierne om den fiktive detektiv og hans omgivelser. Der er dog især i de seneste årtier at interessen for og diskussionerne om kanon for alvor er blevet udbredte i takt med den voksende faninteresse for film og tv-serier så som Star Wars og Star Trek.
| Fiktion | Spire Denne artikel om en historie eller noget fiktivt er en spire som bør udbygges. Du er velkommen til at hjælpe Wikipedia ved at udvide den. |